# سعدان الموريكي
سعدان الموريكي (الاسم العلمي:Brachyteles) هو جنس من الحيوانات يتبع فصيلة السعادين عنكبوتية من رتبة الرئيسيات.

## أنواع
- موريكي جنوبي (الاسم العلمي:Brachyteles arachnoides)
- موريكي شمالي (الاسم العلمي:Brachyteles hypoxanthus)